# Ian Charles Alexander Robertson
Ian Charles Alexander Robertson, britanski general, * 1901, † 1972.